# Tour of China
Il Tour of China (环中国国际公路自行车赛) è una corsa a tappe maschile di ciclismo su strada che si svolge due volte l'anno in Cina. Entrambe le prove sono inserite nel calendario dell'UCI Asia Tour come gare di classe 2.1.

## Storia
Una prima edizione del Tour of China fu organizzata nel 1995 e fu inserita nel calendario internazionale dell'UCI come evento di categoria 2.5. Vi parteciparono importanti squadre europee come Mapei e Novell e fu vinta dal russo Vjačeslav Ekimov. Nel 1996 passò nella categoria 2.4 e fu vinto dallo svedese Michael Andersson della Deutsche Telekom. In seguito al ritiro del principale sponsor, la Medalist Sports, la corsa non fu più organizzata.
Dal 2002 al 2004, la corsa tornò ad essere organizzata, come evento di categoria 2.5 e vide la vittoria dei giapponesi Makoto Iijima, Yoshiyuki Abe e Koji Fukushima. Nel 2005, con la creazione dei circuiti continentali UCI, il Tour of China fu inserito nel calendario dell'UCI Asia Tour, categoria 2.2. Fu vinto dal kazako Andrej Mizurov. La corsa non fu più disputata fino al 2010.
La creazione di un Giro della Cina da inserire nel calendario ProTour a partire dal 2009, fu proposta dal presidente della UCI Pat McQuaid. Il progetto non fu tuttavia realizzato. Una nuova edizione del Tour of China è organizzata nel 2010 dalla federazione cinese di ciclismo, con la società immobiliare China Vanke come principale sponsor. Inserita inizialmente nella classe 2.2, nel 2011 la corsa è stata promossa a gara di categoria 2.1.
Dal 2012 il Tour of China è stato sdoppiato in due gare, Tour of China I e Tour of China II, che si effettuano a distanza di pochi giorni una dall'altra.

## Albo d'oro
Aggiornato alle edizioni 2018.

### Tour of China
| Anno    | Vincitore            | Secondo             | Terzo             |
| ------- | -------------------- | ------------------- | ----------------- |
| 1995    | Vjačeslav Ekimov     | Daniele Nardello    | Steve Hegg        |
| 1996    | Michael Andersson    | Tomasz Brożyna      | Jeff Evanshine    |
| 1997-01 | non disputato        | non disputato       | non disputato     |
| 2002    | Makoto Iijima        | Maksim Iglinskij    | Tonton Susanto    |
| 2003    | Yoshiyuki Abe        | Jurgen Van De Walle | Kazuyuki Manabe   |
| 2004    | Koji Fukushima       | Shinichi Fukushima  | Tomasz Kłoczko    |
| 2005    | Andrej Mizurov       | Zheng Xiaohai       | Dawid Krupa       |
| 2006-09 | non disputato        | non disputato       | non disputato     |
| 2010    | Dirk Müller          | David Tanner        | Daniel Summerhill |
| 2011    | Muradjan Khalmuratov | Ivan Kovalëv        | Aleksandr Serov   |

### Tour of China I
| Anno | Vincitore             | Secondo             | Terzo              |
| ---- | --------------------- | ------------------- | ------------------ |
| 2012 | Martin Pedersen       | Stefan Schumacher   | Michael Rasmussen  |
| 2013 | Kirill Pozdnjakov     | Constantino Zaballa | José Gonçalves     |
| 2014 | Kamil Gradek          | Vitalij Buc         | Neil Van Der Ploeg |
| 2015 | Daniele Colli         | Oleksandr Polivoda  | Stanislaŭ Bažkoŭ   |
| 2016 | Raffaello Bonusi      | Jonas Vingegaard    | Mauricio Ortega    |
| 2017 | Liam Bertazzo         | Joseph Cooper       | Sjarhej Papok      |
| 2018 | Juan Sebastián Molano | Damiano Cima        | Jacopo Mosca       |
| 2019 | Jeroen Meijers        | Roy Eefting         | Yauhen Sobal       |

### Tour of China II
| Anno | Vincitore         | Secondo                            | Terzo            |
| ---- | ----------------- | ---------------------------------- | ---------------- |
| 2012 | Stefan Schumacher | Jenning Huizenga                   | Vitalij Popkov   |
| 2013 | Alois Kaňkovský   | Daniel Klemme                      | Unai Iparragirre |
| 2014 | Boris Špilevskij  | Milan Kadlec                       | Kamil Gradek     |
| 2015 | Mattia Gavazzi    | Nicolas Marini                     | Boris Špilevskij |
| 2016 | Marco Benfatto    | Riccardo Stacchiotti               | Luke Mudgway     |
| 2017 | Kevin Rivera      | Mirko Trosino                      | Mauricio Ortega  |
| 2018 | Alejandro Marque  | Artëm Ovečkin                      | Kaden Groves     |
| 2019 | Xianjing Lyu      | José Carlos Prates Neves Fernandes | Kevin Rivera     |